# Stenothoe minuta
Stenothoe minuta is een vlokreeftensoort uit de familie van de Stenothoidae. De wetenschappelijke naam van de soort is voor het eerst geldig gepubliceerd in 1905 door Holmes.